# Ligurische Sprache (präromanisch)
Ligurisch ist eine ausgestorbene Sprache aus dem westlichen Mittelmeerraum. Sie gehörte möglicherweise als eigenständige Sprache zur indogermanischen Sprachfamilie. Über die genaue Einordnung herrscht aber keine abschließende Klarheit.
Sie wurde vom Volksstamm der Ligurer gesprochen, bevor sie durch keltische und italische Idiome vollständig assimiliert wurde. Die Sprache (oder Sprachen) könnten ursprünglich im Gebiet der französischen, italienischen und spanischen Mittelmeerküste (von Norditalien bis Ostspanien) gesprochen worden sein; in einigen Küstengegenden, in denen später gallisch und iberisch gesprochen wurde, lassen sich in Orts-, Gewässer- und Personennamen noch Zeugnisse einer dritten, älteren Sprache aufspüren. Dieses Ligurische ist sonst nur noch in Substraten lebendig. Inschriften aus Oberitalien aus dem 7. oder 6. Jahrhundert v. Chr. wurden zeitweise von der Forschung dem Ligurischen zugerechnet, haben sich aber mittlerweile als Lepontisch entpuppt. Aufgrund der spärlichen und unsicheren Zeugnisse halten manche Forscher die Existenz der ligurischen Sprache sogar für rein hypothetisch.

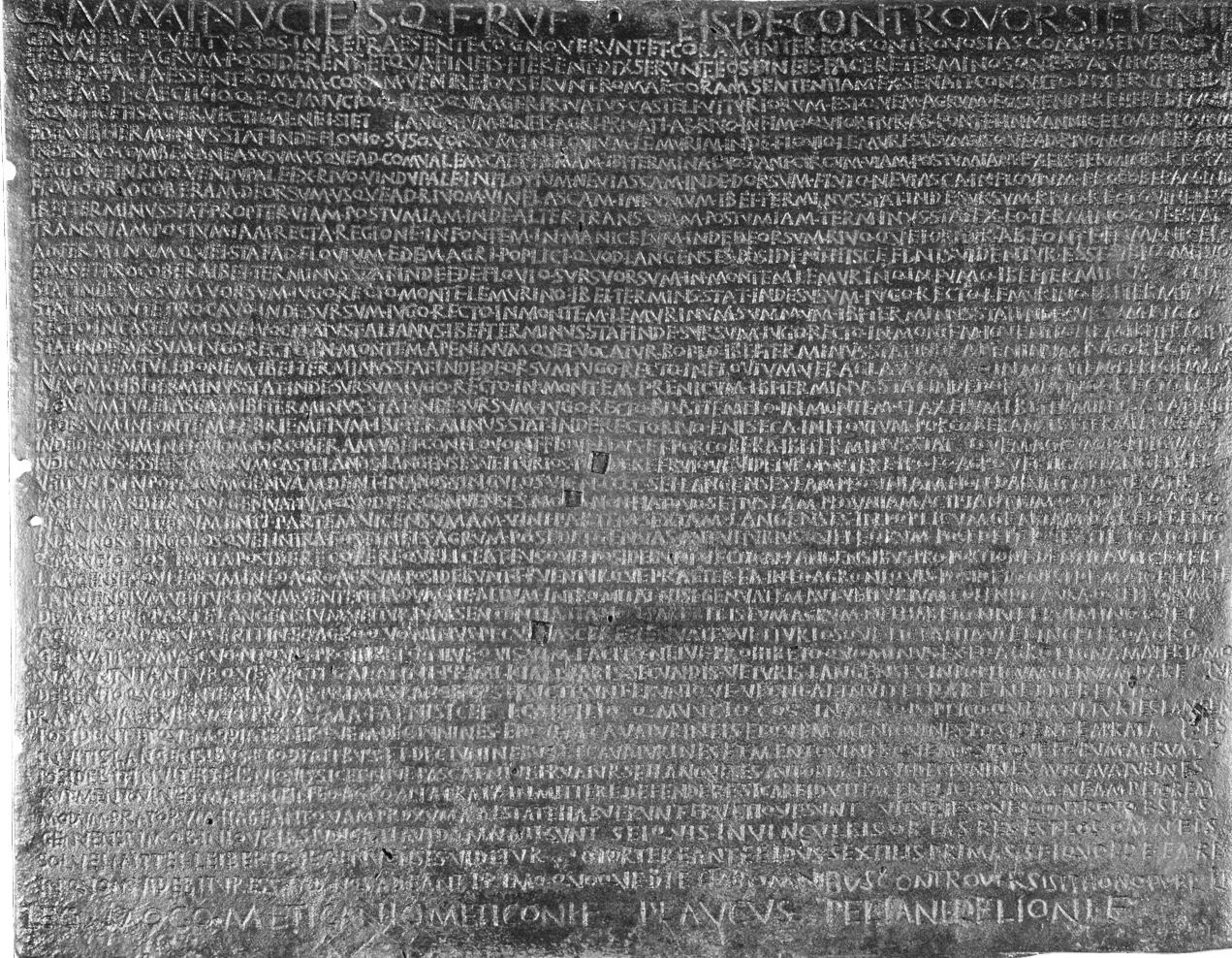
Die Inschrift Sententia Municorum aus dem Jahr 117 v. Chr. enthält einige der wenigen erhaltenen ligurischen Sprachzeugnisse

Die vorhandenen Sprachzeugnisse stammen insbesondere aus Ligurien, etwa aus der Sententia Minuciorum, einer im Val Polcevera gefundenen lateinischen Inschrift aus dem Jahr 117 v. Chr., die einige ligurische Gewässer- und Flurnamen wie flovium Veraglascam, flovium Tulelascam, flovium Neviascam, rivom Vinelascam, fontem Lebriemelum, iugo Blustiemelo, montem Claxelum enthält. Eine weitere Inschrift, die Tabula Alimentaria aus Veleia (ca. 102–113 n. Chr.), enthält einige aus dem Ligurischen stammende Ortsnamen. Das Suffix -asco- tritt in den Namen häufig auf und gilt als Erkennungszeichen, das auf eine ligurische Sprache hindeutet.
Dass es eine eigenständige indogermanische Sprache sei, wird aus Flurnamen wie Beri-giema („Trage-Schnee“) oder Flussnamen wie Com-ber-anea (vielleicht „aus einem Zusammenfluß entstehend“) oder Porco-bera („Lachse führend“) geschlossen. Offenbar war die Sprache nicht keltisch, da sie (wie in Porcobera) die keltische Lautverschiebung weg vom indogermanischen /p/ nicht mitmachte. Es sind aber auch einige Worte erhalten, die eher nicht-, d. h. vor-indogermanisch zu sein scheinen. Diese nicht-indogermanische Sprache („Proto-Ligurisch“) könnte als vorindogermanisches Substrat die auf sie folgende indogermanische Sprache beeinflusst haben.
Das vor-romanische Ligurisch darf nicht mit der romanischen ligurischen Sprache verwechselt werden, die heute in Ligurien gesprochen wird.